# Terra Incognita (альбом)
| Оценки критиков | Оценки критиков |
| Источник        | Оценка          |
| --------------- | --------------- |
| AllMusic        | [ 1 ]           |
| Rock Hard       | 8/10            |
| Ultimate Guitar | 9.2/10          |

Terra Incognita (с лат. — «Неизвестная земля») — дебютный студийный альбом французской метал-группы Gojira, выпущенный 19 марта 2001 года. Он был записан и сведён Стефаном Кремером. Согласно тексту с буклета альбома, название относится к области внутри каждого человека, где, согласно индуистской легенде, Брахма спрятал божественную сущность, которую он отнял у человечества из-за его злоупотребления.
В 2009 году альбом был переиздан ограниченным тиражом в формате диджипака с тремя бонус-треками. Выпуск альбома 2009 года был сильно ограничен, в конечном итоге, был переиздан ещё раз через 7 лет, 10 октября 2016 года. До этих двух переизданий и в последующие годы после переиздания 2009 года копии альбома было трудно найти, и они часто продавались по более высоким ценам на аукционных сайтах и пользовались большим спросом у фанатов.

## Создание
Terra Incognita был написан в то время, когда вокалист Джо Дюплантье сознательно ушёл в самоизоляцию от общества и прожил два года в построенной им хижине. Он жил в этой хижине в лесу со своей девушкой без электричества и денег. Ссылка на этот опыт есть в музыкальном видео Love.
Песня «04» была сделана Джо и Марио в качестве подарка на день рождения своей матери на её 50-летие и никогда не предназначалась для выпуска. Телефонный звонок в начале песни — это звонок от дяди братьев, который оставил голосовое сообщение, приветствуя свою сестру.
В 2001 году Джо Дюплантье говорил, что «Эта [обложка альбома] суммирует весь альбом, то есть отражение, а затем исследование души, которая остаётся неизведанной землёй». Мужчина на обложке альбома — гитарист Кристиан Андреу.

## Список композиций
| №                   | Название                                         | Длительность |
| ------------------- | ------------------------------------------------ | ------------ |
| 1.                  | «Clone»                                          | 5:00         |
| 2.                  | «Lizard Skin»                                    | 4:32         |
| 3.                  | «Satan Is a Lawyer»                              | 4:25         |
| 4.                  | «04» (инструментальная)                          | 2:11         |
| 5.                  | «Blow Me Away You(niverse)»                      | 5:12         |
| 6.                  | «5988 trillions de tonnes» (инструментальная)    | 1:20         |
| 7.                  | «Deliverance»                                    | 4:56         |
| 8.                  | «Space Time»                                     | 5:23         |
| 9.                  | «On the B.O.T.A.»                                | 2:49         |
| 10.                 | «Rise»                                           | 5:12         |
| 11.                 | «Fire Is Everything»                             | 4:59         |
| 12.                 | «Love»                                           | 4:22         |
| 13.                 | «1990 quatrillions de tonnes» (инструментальная) | 4:17         |
| 14.                 | «In the Forest»                                  | 12:11        |
| Общая длительность: | Общая длительность:                              | 66:49        |

| №   | Название                                               | Длительность |
| --- | ------------------------------------------------------ | ------------ |
| 14. | «In the Forest»                                        | 8:46         |
| 15. | «Clone» (Live in Antwerpen, 11 февраля 2006 года)      | 4:46         |
| 16. | «Love» (Live in Antwerpen, 11 февраля 2006 года)       | 4:15         |
| 17. | «Space Time» (Live in Antwerpen, 11 февраля 2006 года) | 5:22         |

### Скрытый трек
Песня «In the Forest» содержит скрытую инструментальную композицию под названием «Terra Inc». Основная часть трека заканчивается в 5:30, и после трёх с половиной минут тишины в 9:00 начинается скрытый трек. Он содержит сложные слои эмбиентных звуков гитары с различными эффектами эха и реверберации. Эта песня заканчивается ровно в 12:11 и закрывает альбом. В версии переиздания инструментальная скрытая песня начинается всего через 10 секунд тишины. Группа применила аналогичную тактику с заключительным и заглавным треком своего альбома 2008 года The Way of All Flesh.

## Участники записи
- Джо Дюплантье — вокал, ритм-гитара
- Кристиан Андрю — гитара
- Жан-Мишель Лабади — бас-гитара
- Марио Дюплантье — ударные